# ボーダーライン: ソルジャーズ・デイ
『ボーダーライン：ソルジャーズ・デイ』（Sicario: Day of the Soldado）は、2018年のアメリカ合衆国のアクション映画。メキシコの麻薬カルテルを描いた2015年の映画『ボーダーライン』(Sicario)の続編。監督はステファノ・ソリマ。脚本は前作に引き続きテイラー・シェリダン。出演は前作にも出演したベニチオ・デル・トロ、ジョシュ・ブローリン、ジェフリー・ドノヴァンのほかに、新キャストとしてイザベラ・モナー、キャサリン・キーナーらが出演している。原題の「Soldado」とはスペイン語で「兵士」の意。

## ストーリー
メキシコでは中南米だけでなく様々な国籍の人間の不法入国が常態化しており、中にはイスラム過激派も少なくはない。メキシコ系アメリカ人少年のミゲルは、ガヨが仕切るギャングに入ったために不法入国のビジネスに関わっていく。
アメリカ合衆国カンザスの商業施設で自爆テロが起こり、大勢の民間人が犠牲となる。アメリカ合衆国国土安全保障省は、テロ実行犯らがメキシコの麻薬カルテルの助けを得てアメリカに不法入国したという仮説を立て、CIAのマット・グレイヴァ―にカルテル殲滅を依頼する。グレイヴァーは、カルテルに家族を殺害されたコロンビアの元検察官、アレハンドロ・ギリックをリクルートし、あらゆる策を使ってカルテル殲滅のための作戦を展開する。
カルテル同士の抗争を誘発するため、アレハンドロはあるカルテルのリーダーの娘イザベルを拉致し、敵対する別のカルテルの仕業であるかのように犯行を偽装する。テキサスでイザベルの救出劇を偽装した後、マット、アレハンドロと隊員達は彼女をメキシコに連れ帰るが、その途中でメキシコ連邦警察の汚職警官の部隊から奇襲攻撃を受け、銃撃戦が起こる。マット達は連邦警察の警察官等を全員射殺する。この騒動の中、イザベルは車両から抜け出し脇道に隠れる。アレハンドロはイザベルを探すため単身でグループを離れる。
アメリカに戻ったマットは、メキシコ政府がCIAの偽装工作を察知していること、カンザスでの自爆テロの実行犯はメキシコの麻薬カルテルとは無関係だったことを知らされる。メキシコとの関係悪化を恐れたアメリカ合衆国大統領は作戦の中止を命令する。マットはアレハンドロと衛星電話を通じて交信し、作戦の証人であるイザベルを抹殺するよう命じる。アレハンドロがこれを拒否したため、マットはアレハンドロ、イザベル両者を始末するため、再びメキシコに入国する。
アレハンドロはマットの逆手を突き、イザベルをアメリカに密入国させようとする。アレハンドロとイザベルは国境付近の町でガヨ達に捕まり、アレハンドロはミゲルに顔を撃たれ倒れる。イザベルを拉致したガヨ達は車で移動するが、監視ドローンで彼らの動きをつかんでいたマットと彼のチームがガヨ達を全滅させイザベルを救出する。アレハンドロが撃たれ、イザベルに同情したマットは彼女をアメリカに連れ帰り証人保護プログラムで保護することにする。
1年後、顔に大きな傷跡があるアレハンドロがテキサスのショッピングモールに現れ、ミゲルに会う場面で物語の幕が閉じる。

## キャスト
※括弧内は日本語吹替
- アレハンドロ・ギリック: ベニチオ・デル・トロ（菅原正志）
- マット・グレイヴァー: ジョシュ・ブローリン（山野井仁[4]）
- イザベル・レイエス: イザベラ・モナー（青山玲菜） - 麻薬王の娘。
- スティーヴ・フォーシング: ジェフリー・ドノヴァン（野川雅史）
- ガヨ: マヌエル・ガルシア＝ルルフォ（宮本淳） - メキシコ系ギャングの頭目。密入国で生計を立てている。
- シンシア・フォード: キャサリン・キーナー（宮寺智子） - CIA工作員
- ジェームズ・ライリー国防長官:  マシュー・モディーン（宮本充）
- アンディ・ホイールドン: シェー・ウィガム
- ミゲル・ヘルナンデス: イライジャ・ロドリゲス - メキシコ系アメリカ人の少年。ガヨのギャング団に接触する。
- ヘクター: デヴィッド・カスタニェーダ

## 製作
2015年9月、ライオンズゲートが『ボーダーライン』の続編を監督のドゥニ・ヴィルヌーヴ、脚本のテイラー・シェリダンと製作していると報じられた。2016年4月、製作のトレント・ラッキンビルとモリー・スミスはエミリー・ブラント、ベニチオ・デル・トロ、ジョシュ・ブローリンがカムバックすると語った。同年6月1日、脚本をテイラー・シェリダンが、監督をステファノ・ソリマが務めることが分かった。同年10月27日、キャサリン・キーナーが出演することと、ライオンズゲートとブラック・ラベル・メディアが本作に出資したことが分かった。同年11月、エミリー・ブラントがこのプロジェクトに関与しないことが分かった。同年12月、イザベラ・モナー、デイビッド・カスタニェーダ、マヌエル・ガルシア＝ルルフォがキャストに加わったことが分かった。2017年1月、イアン・ボーエン、マシュー・モディーン、エリヤ・ロドリゲスがキャストに加わったことが分かった。

### 撮影
本作の主要撮影は2016年11月からニューメキシコ州で行われた。

## 評価
本作は批評家から好意的に評価されている。映画批評集積サイトのRotten Tomatoesには274件のレビューがあり、批評家支持率は63％、平均点は10点満点で6.31点となっている。サイト側による批評家の見解の要約は『前作ほどではないが、ボーダーライン ソルジャーズ・デイはタイムリーでダイナミックなスリラー映画として成功している』となっている。また、Metacriticには50件のレビューがあり、加重平均値は61/100となっている。

## 興行収入
本作は『アンクル・ドリュー』と同じ週に封切られ、公開初週末に1200万ドル前後を稼ぎ出すと予想されている。